# Rupert Brüggler
Rupert Brüggler (* 24. Juni 1990 in Hüttau) ist ein österreichischer Naturbahnrodler. Seine bisher größten Erfolge erzielte er gemeinsam mit Tobias Angerer im Doppelsitzer. Sie gewannen die Silbermedaille bei der Junioreneuropameisterschaft 2009 und die Goldmedaille bei der Weltmeisterschaft 2017, holten im Weltcup drei Siege und gewannen zweimal die Interkontinentalcup-Gesamtwertung.

## Karriere
Rupert Brüggler startet seit dem Winter 2005/2006 sowohl im Einsitzer als auch im Doppelsitzer im Interkontinentalcup. Während ihm im Einsitzer bisher noch keine vorderen Platzierungen gelangen, erreichte er im Doppelsitzer mit Anja Brüggler gleich in der ersten Saison den dritten Gesamtrang. Ihr bestes Rennergebnis erzielten sie zu Saisonende mit Platz drei in St. Sebastian. Auch die nächste Saison begannen Rupert und Anja Brüggler mit einem dritten Platz in Moos in Passeier, fielen aber schließlich in der Gesamtwertung auf Rang sechs zurück. In diesen beiden Jahren nahmen sie auch an den internationalen Juniorenmeisterschaften teil und erzielten bei der Juniorenweltmeisterschaft 2006 in Garmisch-Partenkirchen und der Junioreneuropameisterschaft 2007 in St. Sebastian jeweils den sechsten Platz. Zudem wurden sie 2006 und 2007 Österreichische Juniorenmeister im Doppelsitzer. Außerdem nahmen sie im Sommer auch an Wettkämpfen im Rollenrodeln teil.
Seit dem Winter 2007/2008 startet Rupert Brüggler gemeinsam mit Tobias Angerer im Doppelsitzer. Mit dem dritten Platz bei den Österreichischen Staatsmeisterschaften 2008, die Ende Dezember 2007 in Frantschach-Sankt Gertraud ausgetragen wurden, und dem gleichzeitigen Gewinn des Österreichischen Juniorenmeistertitels gelang ihnen auf Anhieb der Sprung in die österreichische Weltcupmannschaft. In ihren ersten beiden Weltcuprennen am 13. und 20. Jänner 2008 in Umhausen erzielten sie die Plätze fünf und sechs und eine Woche danach gelang ihnen mit Platz vier in Latsch ihr bis dahin bestes Weltcupergebnis. Mit diesen drei Resultaten – an weiteren Weltcuprennen nahmen sie vorerst nicht teil – erzielten sie in der Saison 2007/2008 den elften Gesamtrang. Bei der Juniorenweltmeisterschaft 2008 in Latsch startete Rupert Brüggler allerdings mit Dominik Holzknecht im Doppelsitzer. Sie erreichten mit einem Rückstand von 0,9 Sekunden auf die drittplatzierten Dominik und Dieter Apolloner den vierten Rang.
In der Saison 2008/2009 starteten Rupert Brüggler und Tobias Angerer ausschließlich im Interkontinentalcup. Sie fuhren in allen fünf Rennen auf das Podest und standen dreimal – in Garmisch-Partenkirchen, Jesenice und Laas – an erster Stelle, womit sie die Gesamtwertung für sich entschieden. Bei der Junioreneuropameisterschaft 2009 in Longiarü gewannen sie hinter den mit 2,4 Sekunden Vorsprung siegenden Thomas Kammerlander und Christoph Regensburger die Silbermedaille. Nach ihrem Gesamtsieg im Interkontinentalcup konnten Rupert Brüggler und Tobias Angerer in der Saison 2009/2010 auch wieder an einem Weltcuprennen teilnehmen. Sie belegten in Umhausen den siebenten Platz, kamen aber im Rest des Winters zu keinen weiteren Weltcupeinsätzen. Im Interkontinentalcup blieben sie in diesem Winter ohne Sieg und erzielten Platz drei in der Gesamtwertung. Bei der Juniorenweltmeisterschaft 2010 in Deutschnofen belegten sie Platz vier. Auf die Medaillenränge fehlten ihnen 1,32 Sekunden. Nachdem Rupert Brüggler und Tobias Angerer bei den Österreichischen Juniorenmeisterschaften 2009 den zweiten Platz belegt hatten, gewannen sie 2010 zum zweiten Mal den Titel – für Rupert Brüggler war es der insgesamt vierte österreichische Juniorenmeistertitel.
Im Winter 2010/2011 nahm Rupert Brüggler an keinen internationalen Wettkämpfen teil. Bei den österreichischen Staatsmeisterschaften 2011 erreichte er zusammen mit Tobias Angerer dennoch den zweiten Platz im Doppelsitzer. In der Saison 2011/2012 war Brüggler wieder international am Start. Im Weltcup egalisierten er und Tobias Angerer beim Doppelsitzer-Finale in Umhausen mit dem vierten Platz ihre bisher beste Platzierung, während sie im Interkontinentalcup mit zwei Siegen in Umhausen und Laas zum zweiten Mal die Doppelsitzer-Gesamtwertung gewannen. Das Duo Brüggler/Angerer nahm in Nowouralsk auch erstmals an einer Europameisterschaft teil und erzielte den achten Platz.
Am 16. Dezember 2018 feierten Angerer und Brüggler in Kühtai ihren ersten Weltcup-Sieg.

## Erfolge
(wenn nicht anders angegeben, Doppelsitzer mit Tobias Angerer)

### Weltmeisterschaften
- Sankt Sebastian 2015: 2. Doppelsitzer
- Vatra Dornei 2017: 1. Doppelsitzer, 1. Mannschaft
- Latzfons 2019: 4. Doppelsitzer

### Europameisterschaften
- Nowouralsk 2012: 8. Doppelsitzer
- Passeier 2016: 5. Doppelsitzer
- Obdach 2018: 1. Mannschaft, 2. Doppelsitzer

### Juniorenweltmeisterschaften
- Garmisch-Partenkirchen 2006: 6. Doppelsitzer (mit Anja Brüggler)
- Latsch 2008: 4. Doppelsitzer (mit Dominik Holzknecht)
- Deutschnofen 2010: 4. Doppelsitzer

### Junioreneuropameisterschaften
- St. Sebastian 2007: 6. Doppelsitzer (mit Anja Brüggler)
- Longiarü 2009: 2. Doppelsitzer

### Weltcup
- 3. Gesamtrang im Doppelsitzer in der Saison 2016/17
- 15 Podestplätze, davon 3 Siege:

| Datum             | Ort          | Land       | Disziplin    |
| ----------------- | ------------ | ---------- | ------------ |
| 8. Januar 2017    | Latsch       | Italien    | Doppelsitzer |
| 28. Januar 2018   | Deutschnofen | Italien    | Doppelsitzer |
| 16. Dezember 2018 | Kühtai       | Österreich | Doppelsitzer |

### Interkontinentalcup
- Gesamtsieg im Doppelsitzer in den Saisonen 2008/2009 und 2011/2012
- 3. Gesamtrang im Doppelsitzer in den Saisonen 2005/2006 und 2009/2010